# Maison Poilvache
La maison Poilvache est un immeuble réalisé en style Art nouveau par l'architecte A. Mottet en 1903 et situé en Outremeuse à Liège, en Belgique.

## Situation
L'immeuble se situe à Liège au no 26 de la rue de la Commune, une des sept artères menant à la place du Congrès. Plusieurs autres immeubles de la rue de la Commune présentent des éléments de style Art nouveau aux nos 3, 24, 30 et 32.

## Description
La façade asymétrique compte deux travées et trois niveaux (deux étages). La travée de droite où se trouve la porte d'entrée est la plus étroite. La travée de gauche est légèrement en ressaut.
Par l'emploi de ses matériaux, cette façade se différencie des autres façades de la rue et du quartier. Elle est élevée en briques blanches vernissées entrecoupées de bandeaux de briques rouges. Un bandeau de quatre lignes de briques rouges court au-dessus du soubassement, trois bandeaux de trois lignes de briques rouges sur le corps de la façade et enfin deux bandeaux de deux lignes au second étage, en dessous de la corniche proéminente de la travée de gauche. Ces différents bandeaux rythment et unifient les deux travées. La façade est aussi constituée de pierres de taille encadrant partiellement les baies. La porte d'entrée et la baie située au premier étage de la travée de droite sont surmontées d'un alignement en arc surbaissé formé par les deux types de briques (rouges et blanches) placées sur champs sur deux lignes. On remarque aussi la présence de moellons de grès autour de la porte d'entrée.
L'élément le plus remarquable de cette façade est la grande baie vitrée du premier étage de la travée de gauche. Elle a la forme d'un arc outrepassé surmonté aussi d'une double ligne des deux types de briques. Les vitres sont divisées par des petits bois dont certains prolongent l'arc outrepassé. Un balcon en fer forgé aux motifs végétaux précède cette baie et une sculpture représentant une oie aux ailes déployées tenant un ver dans son bec se situe sous ce balcon. Deux clés d'ancre en forme de trident ornent la partie supérieure de la travée de gauche.
Deux transformations ultérieures ont quelque peu altéré la façade originale : la présence d'une porte de garage et l'ajout d'un second étage sur la travée de droite.

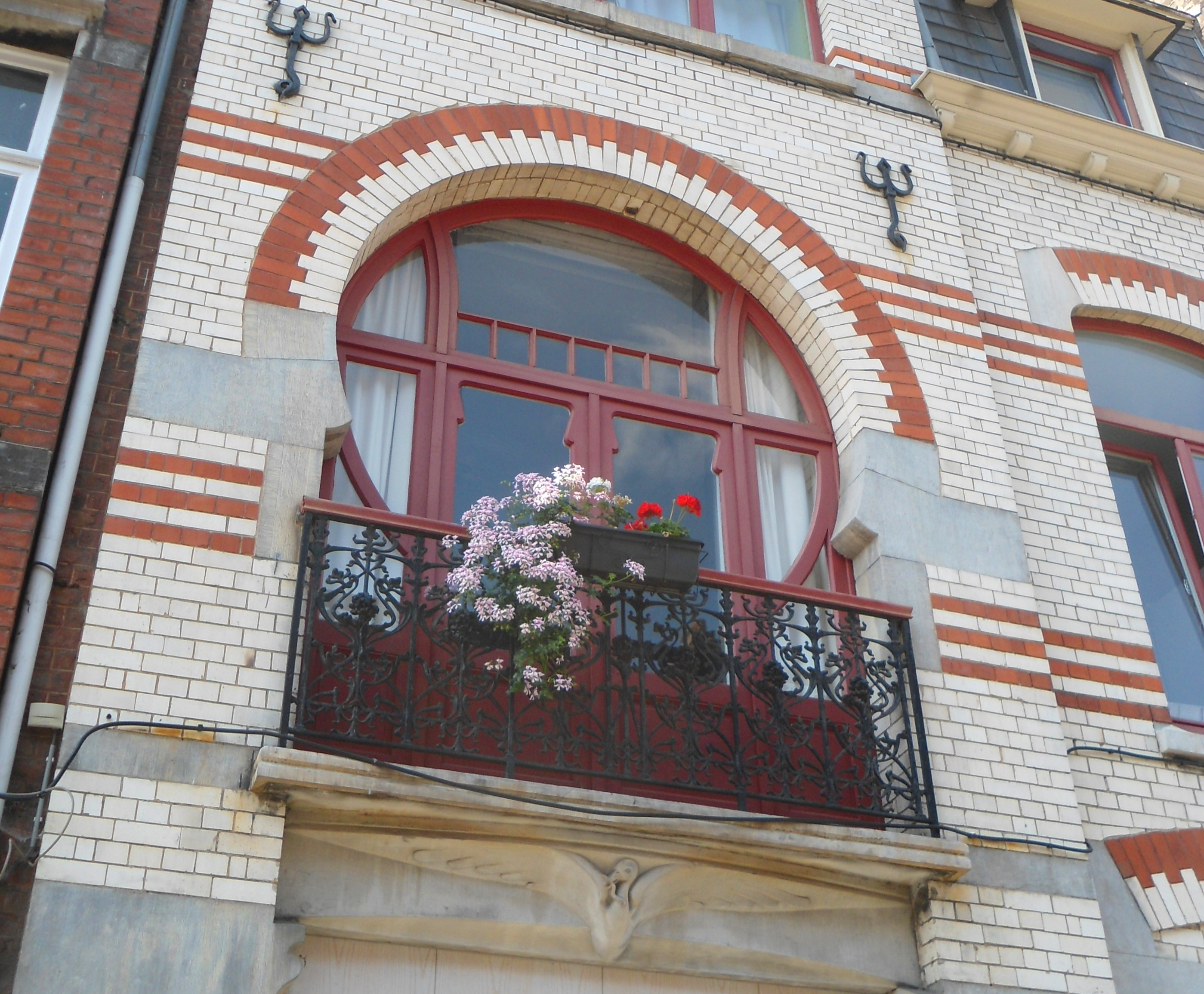

## Sources
- Alice Delvaille et Philippe Chavanne, L'Art nouveau en Province de Liège, 2002, pages 70/71,  (ISBN 2-87114-188-6)
- « Inventaire du patrimoine culturel immobilier - Rue de la Commune », sur spw.wallonie.be (consulté le 15 septembre 2018)